# Jan Paul van Hecke
Jan Paul van Hecke (Arnemuiden, 8 juni 2000) is een Nederlandse voetballer die bij voorkeur als verdediger speelt. Hij verruilde in 2020 NAC Breda voor Brighton & Hove Albion. Hij is een neef van Jan Poortvliet. Van Hecke debuteerde in 2024 in het Nederlands elftal.

## Carrière

### NAC Breda
Van Hecke speelde in de jeugd van vv Arnemuiden en de Jeugd Voetbal Opleiding Zeeland (JVOZ), waar hij in 2017 vertrok om bij VV Goes te spelen. Na een seizoen in de Hoofdklasse, waarin GOES naar de Derde divisie promoveerde, vertrok Van Hecke in 2018 naar NAC Breda, waar hij in eerste instantie in NAC onder 19 ging spelen. In het seizoen 2018/19 zat hij al enkele wedstrijden op de bank bij het eerste elftal van NAC Breda, dat uit de Eredivisie degradeerde, maar debuteerde pas het seizoen erna. 
Zijn debuut vond plaats op 16 augustus 2019, in de met 5-1 gewonnen thuiswedstrijd tegen Helmond Sport. Hij kwam in de 78e minuut in het veld voor Nacho Monsalve. Vanaf 21 december stond hij in de basis van NAC en miste hij geen minuut meer totdat de competitie werd stilgelegd door corona. In totaal speelde hij 16 wedstrijden en scoorde hij 4 doelpunten voor NAC Breda.

### SC Heerenveen
In 2020 maakte Van Hecke de overstap voor een bedrag van 2,5 miljoen euro naar Brighton & Hove Albion FC, dat hem op 18 september verhuurde aan sc Heerenveen. Een dag later maakte hij tegen Fortuna Sittard zijn debuut voor Heerenveen met een 1-3 overwinning. Op 1 november 2020 maakte Van Hecke zijn eerste doelpunt in de Eredivisie en voor SC Heerenveen. De Arnemuidse verdediger maakte toen de 0-2 in tegen Sparta Rotterdam. Hij speelde 31 wedstrijden in alle competities.

### Blackburn Rovers
In het seizoen 2021/22 wordt hij door Brighton aan Blackburn Rovers verhuurd. Op 16 oktober maakte hij tegen Coventry City zijn debuut in het Engelse voetbal. Op 11 december scoorde hij tegen AFC Bournemouth zijn eerste goal voor Blackburn Rovers. Van Hecke speelde 32 wedstrijden in alle competities voor Blackburn Rovers

### Brighton & Hove Albion
Na twee seizoenen uitgeleend te zijn, maakte Van Hecke in het seizoen 2022/23 deel uit van de eerste selectie. Op 24 augustus 2022 maakte hij zijn debuut in de EFL Cup tegen Forest Green Rovers. Drie dagen later viel hij twee minuten in tegen Leeds United, om zo zijn Premier League-debuut te maken. Hij kwam tot dertien wedstrijden in zijn eerste jaar bij Brighton. Op 21 september 2023 maakte hij zijn debuut in de Europa League tegen AEK Athene. In die competitie werd Brighton in de achtste finale uitgeschakeld door AS Roma. Vanaf november 2023 was Van Hecke definitief de eerste keus centraal achterin naast Lewis Dunk. Op 15 december 2023 verlengde hij zijn contract bij Brighton & Hove Albion FC tot juni 2027. Eind april 2024 liep Van Hecke, na 23 competitiewedstrijden zonder een minuut te missen, een knieblessure op, waardoor hij het seizoen van zijn doorbraak voortijdig moest staken. 
In het seizoen 2024/25 speelde hij in 34 van de 38 competitiewedstrijden en werd hij na afloop door de supporters van Brighton uitgeroepen tot Speler van het Jaar. Ook scoorde hij op 8 maart 2025 tegen Fulham zijn eerste doelpunt voor de club.  

## Statistieken
| Seizoen                    | Club                   | Competitie     | Competitie | Competitie | Beker | Beker | Europa | Europa | Totaal | Totaal |
| Seizoen                    | Club                   | Competitie     | Wed.       | Dlp.       | Wed.  | Dlp.  | Wed.   | Dlp.   | Wed.   | Dlp.   |
| -------------------------- | ---------------------- | -------------- | ---------- | ---------- | ----- | ----- | ------ | ------ | ------ | ------ |
| 2018/19                    | NAC Breda              | Eredivisie     | 0          | 0          | 0     | 0     | –      | –      | 0      | 0      |
| 2019/20                    | NAC Breda              | Eerste divisie | 11         | 3          | 5     | 1     | –      | –      | 16     | 4      |
| 2020/21                    | → sc Heerenveen        | Eredivisie     | 28         | 1          | 3     | 0     | –      | –      | 31     | 1      |
| 2021/22                    | → Blackburn Rovers     | Championship   | 31         | 1          | 1     | 0     | –      | –      | 32     | 1      |
| 2022/23                    | Brighton & Hove Albion | Premier League | 8          | 0          | 5     | 0     | –      | –      | 13     | 0      |
| 2023/24                    | Brighton & Hove Albion | Premier League | 28         | 0          | 4     | 0     | 7      | 0      | 39     | 0      |
| 2024/25                    | Brighton & Hove Albion | Premier League | 34         | 1          | 5     | 0     | –      | –      | 39     | 1      |
| Carrièretotaal             | Carrièretotaal         | Carrièretotaal | 140        | 6          | 23    | 1     | 7      | 0      | 170    | 7      |
| Bijgewerkt op 16 juni 2025 |                        |                |            |            |       |       |        |        |        |        |

## Interlandcarrière
In 2022 werd Van Hecke voor het eerst opgeroepen voor Jong Oranje, voor de kwalificatiewedstrijden voor het EK-21 van 2023. Hoewel hij op 25 maart tegen Jong Bulgarije 90 minuten op de bank zat, mocht hij op 3 juni zijn debuut maken tegen Jong Moldavië, hij viel in de 73e minuut in voor Sven Botman. Op 7 juni had hij zijn eerste basisplaats voor Jong Oranje in de wedstrijd tegen Jong Gibraltar. Op 15 mei 2023 werd bekend dat hij opgeroepen was voor de voorlopige selectie van Jong Oranje voor het Europees kampioenschap voetbal onder 21 - 2023. Hij speelde alle drie de wedstrijden op het EK, die alle in een gelijkspel eindigde.

### Nederlands elftal
Op 10 september 2024 maakt Van Hecke zijn debuut voor het Nederlands elftal als invaller in de Nations League-wedstrijd tegen Duitsland. Op 17 november van dat jaar kreeg hij voor het eerst een basisplek, in de thuiswedstrijd tegen Hongarije voor de Nations League.
| Interlands van Jan Paul van Hecke voor Nederland | Interlands van Jan Paul van Hecke voor Nederland | Interlands van Jan Paul van Hecke voor Nederland | Interlands van Jan Paul van Hecke voor Nederland | Interlands van Jan Paul van Hecke voor Nederland | Interlands van Jan Paul van Hecke voor Nederland |
| №                                                | Datum                                            | Wedstrijd                                        | Uitslag                                          | Soort wedstrijd                                  | Doelpunten                                       |
| ------------------------------------------------ | ------------------------------------------------ | ------------------------------------------------ | ------------------------------------------------ | ------------------------------------------------ | ------------------------------------------------ |
|                                                  |                                                  |                                                  |                                                  |                                                  |                                                  |
| Als speler Brighton & Hove Albion                |                                                  |                                                  |                                                  |                                                  |                                                  |
| 1.                                               | 10 september 2024                                | Nederland – Duitsland                            | 2 – 2                                            | Nations League 2024/25                           |                                                  |
| 2.                                               | 16 november 2024                                 | Nederland – Hongarije                            | 4 – 0                                            | Nations League 2024/25                           |                                                  |
| 3.                                               | 20 maart 2025                                    | Nederland – Spanje                               | 2 – 2                                            | Nations League 2024/25                           |                                                  |
| 4.                                               | 23 maart 2025                                    | Spanje – Nederland                               | 3 – 3 (5 –4 n.s.)                                | Nations League 2024/25                           |                                                  |
| 5.                                               | 7 juni 2025                                      | Finland – Nederland                              | 0 – 2                                            | Kwalificatie WK 2026                             |                                                  |